# Ancylotrypa nuda
Ancylotrypa nuda là một loài nhện trong họ Cyrtaucheniidae. Loài này phân bố ờ Zuid-Afrika.